# The Ultra-Violence
The Ultra-Violence — дебютный студийный альбом филиппинно-американской трэш-метал-группы Death Angel, был выпущен 1987 году на лейбле Enigma Records.

## Об альбоме
The Ultra-Violence был записан, когда все члены были в возрасте до 20, а барабанщику Энди Гэлиону было всего 14 лет.
На песню «Voracious Souls» был снят видеоклип.

## Список композиций
1. «Thrashers» — 7:12
2. «Evil Priest» — 4:54
3. «Voracious Souls» — 5:39
4. «Kill as One» — 4:59
5. «The Ultra-Violence» (инструментальная композиция) — 10:33
6. «Mistress of Pain» — 4:04
7. «Final Death» — 6:03
8. «I.P.F.S.» — 1:56

## Участники записи
- Марк Осегуеда — вокал
- Роб Кавестани — гитара, бэк-вокал
- Гас Пепа — гитара
- Деннис Пепа — бас-гитара, бэк-вокал
- Энди Гэлион — ударные
- Арни Тэн — ударные